# Пісочник чорнолобий
Пісочник чорнолобий (Elseyornis melanops) — вид сивкоподібних птахів родини сивкових (Charadriidae). Єдиний представник монотипового роду Чорнолобий пісочник (Elseyornis). Мешкає в Австралії та Новій Зеландії.

## Опис

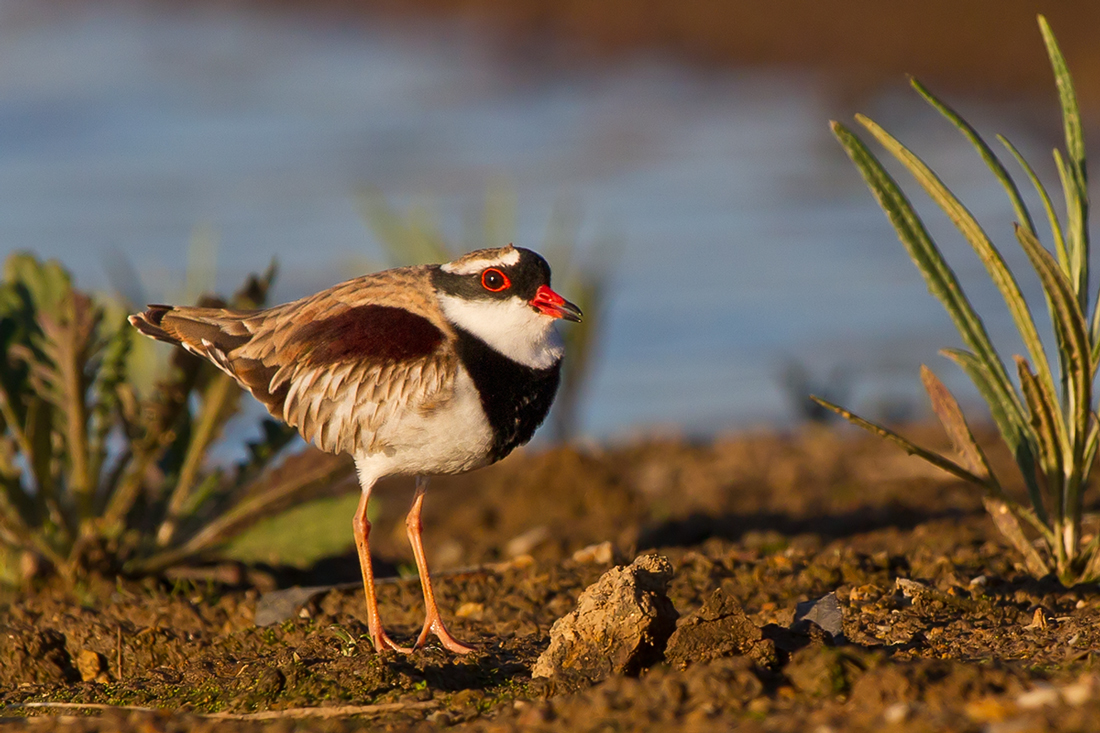
Elseyornis melanops, штат Вікторія

Довжина птаха становить 16—18 см, розмах крил 33—35 см, вага 30—35 г. Виду не притаманний статевий диморфізм.
Чорнолобий пісочник має яскраве чорно-біле забарвлення, яке виділяє його серед інших птахів. Його тім'я коричнювате, поцятковане світло-коричневими плямками. Від дзьоба до очей і далі до шиї іде чорна смуга, лоб чорний. Решта голови біла, шия біла. Нижня частина тіла біла. На грудях чорна «краватка» V-подібної форми, що доходить до задньої сторони шиї. Спина коричнева, пістрява, на крилах темна смуга. Ноги довгі, кремового, оранжевого або рожевого кольору. Навколо очей червоне кільце, райдужка темно-коричнева. Дзьоб червоний з чорним кінчиком. На відміну від багатьох куликів, чорнолобі пісочники зберігають однакове забарвлення впродовж всього року.
У молодих птахів забарвлення набагато блідіше і менш пістряве. Обличчя темно-коричневе, зі світло-сірою смугою над очима. Нижня частина тіла біла, смуга на грудях нечітко виражена, сірувата. Верхня частина тіла світло-коричнева, пістрява. Плями на крилах відсутні. Дзьоб чорніший. Кільце навколо ока або відсутнє, або тонке і світло-рожеве.

## Поширення і екологія
Чорнолобий пісочник мешкає по всій території Австралії (крім заходу Південної Австралії і південного сходу Західної Австралії), на островах Кенгуру і Торресової протоки, на Тасманії, а також в Новій Зеландії (на Північному і на Південному островах).
Чорнолобі пісочники живуть на берегах різноманітних прісноводних водойм: водно-болотних угідь, озер, боліт, водосховищ, біллабонгів. Іноді птах зустрічається на ваттах, в солоноводних лиманах. Він уникає глибокої води та густої рослинності.

## Поведінка
Зазвичай чорнолобі пісочники ведуть осілий спосіб життя: один птах, пара або невелика сімейна група мешкають на одній ділянці впродовж тривалого часу. Однак деякі особини перетинають значні відстані, а в багатих на поживу місцях збираються великі зграї до 100 птахів.
Чорнолобий пісочник харчується ракоподібними, молюсками, комахами та насінням. Птахи роблять низку коротких ривків у воді, тримаючи тіло горизонтально, час від часу зупиняються і швидко дзьобають здобич.
Розмножуються чорнолобі пісочники можуть протягом всього року. В кладці 2-3 яйця, які висиджують і самиця, і самець. Гніздо являє собою неглибоку заглибину, заповнену галькою, мушлями та гілочками. Яйця сірувато-жовтого кольору з коричневими плямками. Інкубаційний період триває 4—5 тижнів. Через добу після вилуплення пташенята покидають гніздо, щоб сховатися в більш захищеному місці. Батьки піклуються про пташенят і можуть вдавати поранення, щоб відвернути увагу від гнізда.